# Zilla crownia
Zilla crownia là một loài nhện trong họ Araneidae.
Loài này thuộc chi Zilla. Zilla crownia được Chang-Min Yin, Xie & Y. H. Bao miêu tả năm 1996.